# Hopp (om en ljusare värld)
"Hopp (om en ljusare värld)" är en sång av Tomas Ledin från 2000. Den finns med på hans sextonde studioalbum Djävulen & ängeln (2000), men utgavs också som singel samma år.
Singeln nådde 25:e plats på den svenska singellistan. "Hopp (om en ljusare värld)" finns även med på samlingsalbumet Festen har börjat (2001). Den har inte spelats in av någon annan artist.

## Låtlista
1. "Hopp" (original version)
2. "Hopp" (extended version)

## Listplaceringar
| Lista (2000) | Topplacering |
| ------------ | ------------ |
| Sverige      | 25           |

### Fotnoter
1. 1 2  ”Tomas Ledin”. Svensk mediedatabas. http://smdb.kb.se/catalog/search?q=Tomas+Ledin&x=0&y=0. Läst 17 januari 2013.
2. 1 2  Placering på den svenska singellistan